# Coll de l'Alzina (Odèn)
El Coll de l'Alzina és una collada de 1.067,7 metres d'altitud del terme municipal d'Odèn, al Solsonès. És a la part occidental del terme, a la Serra d'Odèn. És al vessant nord del Tossal del Carboner. A llevant seu s'obre la vall de la Rasa de Cogulers i a ponent la del Riuet de la Plana.